# Agrias ultralesoudieri
Agrias ultralesoudieri är en fjärilsart som beskrevs av Le Moult 1926. Agrias ultralesoudieri ingår i släktet Agrias och familjen praktfjärilar. Inga underarter finns listade i Catalogue of Life.